# هيديو كوداما
هيديو كوداما (باليابانية: 兒玉秀雄) هو سياسي ياباني، ولد في 19 يوليو 1876 في ياماغوتشي في اليابان، وتوفي في 7 أبريل 1947. انتخب Minister for Internal Affairs and Communications ‏.